# 朝日村 (長野県上伊那郡)
朝日村（あさひむら）は長野県上伊那郡にあった村。
現在の辰野町の天竜川以東にあたる。村名は、旧赤羽（あかはね）村、旧沢底（さわそこ）村、旧平出（ひらいで）村および旧樋口（ひぐち）村の頭一文字を取った。

## 地理
- 山：小式部城山
- 河川：天竜川

## 歴史
- 1875年（明治8年）2月18日 - 筑摩県伊那郡樋口村・赤羽村・沢底村・平出村が合併して朝日村となる。
- 1876年（明治9年）8月21日 - 長野県の所属となる。
- 1879年（明治12年）1月4日 - 郡区町村編制法の施行により上伊那郡の所属となる。
- 1889年（明治22年）4月1日 - 町村制の施行により、朝日村が単独で自治体を形成。
- 1955年（昭和30年）4月1日 - 辰野町と合併し、改めて辰野町が発足。同日朝日村廃止。

## 交通

### 鉄道路線
村域を日本国有鉄道の中央本線が通過したが、駅は所在しなかった。

### 道路
現在は旧村域に中央自動車道の辰野パーキングエリアが所在するが、当時は未開通。